# Martin Gore
Martin Lee Gore (ur. 23 lipca 1961 w Dagenham) – brytyjski muzyk, wokalista, multiinstrumentalista, autor tekstów i piosenek. Lider zespołu Depeche Mode, twórca zdecydowanej większości muzyki i tekstów piosenek zespołu, kompozytor przebojów „Personal Jesus” (1989) i „Enjoy the Silence” (1990). Poświęcający się również twórczości solowej. Od 2011 roku współtworzy także formację VCMG.

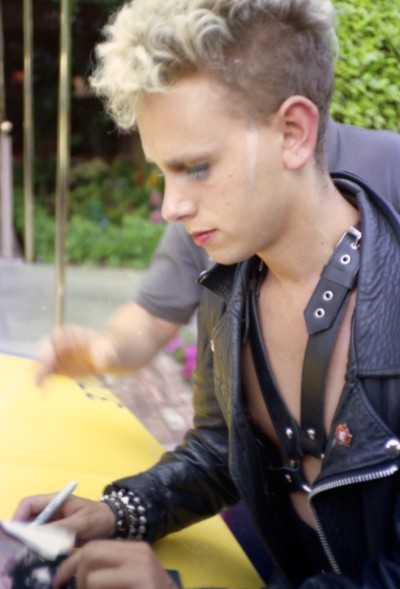
Martin Gore, Los Angeles, lipiec 1986

## Życiorys
Urodził się i dorastał w Dagenham w hrabstwie Essex, a na początku lat 60. wraz z rodziną przeniósł się do Basildon. Jego biologicznym ojcem był Afroamerykanin, żołnierz GI stacjonujący w Wielkiej Brytanii. Wychowywany był przez matkę Pamelę i ojczyma Davida. Miał dwie przyrodnie siostry: Jackie (ur. 1967) i Karen (ur. 1968). W wieku 13 lat śpiewał i grał na gitarze. W 1977 porzucił szkołę Nicholas Comprehensive w Basildon i podjął pracę w jednym z londyńskich banków w okienku obsługującym klientów. W latach 1978–1979 występował w lokalnym zespole Norman and the Worms ze szkolnym przyjacielem Philem Burdettem, grając na gitarze akustycznej. W 1979 grał na gitarze w grupie The French Look. W 1980 w formacji Composition of Sound grał na instrumentach klawiszowych. Od roku 1980 stał się wokalistą, klawiszowcem i gitarzystą Depeche Mode. Nagrał też dwa albumy solowe: Counterfeit (1989) i Counterfeit 2 (2003).
27 sierpnia 1994 ożenił się z Suzanne Boisvert, z którą ma trójkę dzieci: dwie córki – Vivę (ur. 6 czerwca 1991) i Avę (ur. 21 sierpnia 1995) oraz syna Calo Leona (ur. 27 lipca 2002). W roku 2006 doszło do rozwodu. 12 czerwca 2014 poślubił tancerkę Kerrilee Kaski. Mają córkę Johnnie (ur. 19 lutego 2016).

## Dyskografia
Albumy
| Counterfeit²                | - Data: 29 kwietnia 2003 - Wydawca: Mute Records | 32 | 23 | 25 | 12 | 79 | 102 | 29 |
| MG                          | - Data: 28 kwietnia 2015 - Wydawca: Mute Records | –  | –  | 7  | 7  | 28 | 50  | –  |
| „–” album nie był notowany. |                                                  |    |    |    |    |    |     |    |

Minialbumy
| Counterfeit e.p.            | - Data: 12 czerwca 1989 - Wydawca: Mute Records     | 156 | 51 | 41 |
| MG remix EP                 | - Data: 9 października 2015 - Wydawca: Mute Records | –   | –  | –  |
| „–” album nie był notowany. |                                                     |     |    |    |

Single
| „In a Manner of Speaking”    | 1989 | –  | –  | –  | –  | –  | Counterfeit e.p. |
| „Stardust”                   | 2003 | 44 | 16 | 28 | 92 | 29 | Counterfeit²     |
| „Loverman”                   | 2003 | –  | –  | –  | –  | 53 | Counterfeit²     |
| „–” singel nie był notowany. |      |    |    |    |    |    |                  |

## Nagrody i wyróżnienia
| Rok  | Kategoria                 | Tytułem     | Nagroda             | Nota | Źródło |
| ---- | ------------------------- | ----------- | ------------------- | ---- | ------ |
| 1999 | International Achievement | Martin Gore | Ivor Novello Awards | Laur | [ 28 ] |